# K.K. Partizan 1972-1973
Questa pagina raccoglie le informazioni riguardanti il Košarkaški klub Partizan nelle competizioni ufficiali della stagione 1972-1973.

## Roster
| N° | Naz.                  | Ruolo | Sportivo         |  | Alt. |  |
| -- | --------------------- | ----- | ---------------- |  | ---- |  |
| 4  | Jugoslavia (bandiera) | P     | Dragan Todorić   |  | 187  |  |
| 5  | Jugoslavia (bandiera) |       | Zoran Simić      |  |      |  |
| 6  | Jugoslavia (bandiera) |       | Goran Latifić    |  | 184  |  |
| 7  | Jugoslavia (bandiera) | A     | Dušan Kerkez     |  | 194  |  |
| 8  | Jugoslavia (bandiera) |       | Ratko Kaljević   |  |      |  |
| 8  | Jugoslavia (bandiera) |       | Dragan Đukić     |  |      |  |
| 10 | Jugoslavia (bandiera) | C     | Josip Farčić     |  | 200  |  |
| 11 | Jugoslavia (bandiera) | G     | Dragutin Čermak  |  | 190  |  |
| 12 | Jugoslavia (bandiera) |       | Branimir Popović |  |      |  |
| 13 | Jugoslavia (bandiera) | P     | Boris Beravs     |  | 183  |  |
| 14 | Jugoslavia (bandiera) | C     | Žarko Zečević    |  |      |  |
| 15 | Jugoslavia (bandiera) | A     | Dražen Dalipagić |  | 197  |  |
|    | Jugoslavia (bandiera) |       | Marko Martinović |  |      |  |
|    | Jugoslavia (bandiera) |       | Slobodan Jelić   |  |      |  |
|    | Jugoslavia (bandiera) | All.  | Ranko Žeravica   |  |      |  |